# Sugihan (Muaradua Kisam)
Sugihan is een bestuurslaag in het regentschap Ogan Komering Ulu Selatan van de provincie Zuid-Sumatra, Indonesië. Sugihan telt 1580 inwoners (volkstelling 2010).